# Seowon
Seowon (tiếng Hàn: 서원; Hanja: 書院, Thư viện) là những cơ sở giáo dục phổ biến nhất trong thời gian từ giữa đến cuối triều đại nhà Triều Tiên. Đó là những tổ chức của tư nhân, kết hợp các chức năng của một đền thờ Khổng giáo và một trường dự bị. Về mặt giáo dục, các Seowon chủ yếu được sử dụng với mục đích chuẩn bị cho các nho sinh tham dự các kỳ thi khoa cử quốc gia là Gwageo. Trong hầu hết các trường hợp, Seowon chỉ dạy cho các nho sinh thuộc tầng lớp Lưỡng ban quý tộc. Vào ngày 6 tháng 7 năm 2019, UNESCO đã công nhận một bộ sưu tập của 9 Seowon là Di sản thế giới.

## Lịch sử
Seowon lần đầu xuất hiện tại Hàn Quốc vào đầu triều đại nhà Triều Tiên. Chúng được mô phỏng theo các học viện tư nhân cổ điển của Trung Quốc được gọi là các Thư viện (书院) học cổ điển bắt đầu từ thế kỷ thứ 8 dưới triều đại nhà Đường và bị xóa bỏ dưới triều đại nhà Nguyên để trở thành các trường dự bị cho các khoa cử của đất nước dưới sự kiểm soát của triều đình.
Mặc dù không biết chắc chắn về thời gian Seowon có mặt tại Triều Tiên nhưng vào năm 1418, Thế Tông đã ban thưởng cho hai học giả nhờ thành tựu của họ trong việc thiết lập hai Seowon ở Gimje và Gwangju. Các Seowon đầu tiên nhận được một bản đặc quyền hoàng gia là Sosu Seowon tại Punggi được chủ trì bởi Lý Hoảng, khi đó đã được Minh Tông ban tặng trong năm 1550.
Nhiều Seowon được thành lập bởi các nhà văn học hàng đầu thời kỳ đó, hoặc bởi các nhóm gia tộc lưỡng ban địa phương. Chẳng hạn như Ju Se-bong đã thành lập Sosu Seowon, và nó tiếp tục hoạt động rất lâu kể cả sau khi ông qua đời. Một số trong đó được xây dựng bởi các học giả Sĩ Lâm đã nghỉ hưu đến các ngôi làng trong bối cảnh các cuộc thanh trừng văn học thế kỷ 16 và phục vụ như là căn cứ chính trị của họ.
Hầu hết các Seowon đã bị đóng cửa bởi một sắc lệnh của nhiếp chính vương Vân Hiện trong những năm hỗn loạn cuối cùng của thế kỷ 19. Ông đã ra lệnh cấm xây dựng Seowon trái phép vào năm 1864, xóa bỏ miễn thuế vào năm 1868 và cuối cùng là đóng cửa vĩnh viễn tất cả vào năm 1871. Các lưỡng ban tỉnh đã giận dữ bởi các biện pháp này, và đây là một trong những lý do khiến Vân Hiện quân bị đẩy khỏi quyền lực vào năm 1873. Tuy nhiên, các Seowon vẫn phải đóng cửa.

## Danh sách
Dưới đây là nhóm 9 seowon được UNESCO công nhận là Di sản thế giới:
- Sosu Seowon, Yeongju, Gyeongsang Bắc
- Namgye Seowon, Hamyang, Gyeongsang Nam
- Oksan Seowon, Gyeongju, Gyeongsang Bắc
- Dosan Seowon, Andong, Gyeongsang Bắc
- Piram Seowon, Jangseong, Jeolla Nam
- Dodong Seowon, Dalseong, Daegu
- Byeongsan Seowon, Andong, Gyeongsang Bắc
- Museong Seowon, Jeongeup, Jeolla Bắc
- Donam Seowon, Nonsan, Chungcheong Nam